# Протести в Росії проти війни в Україні

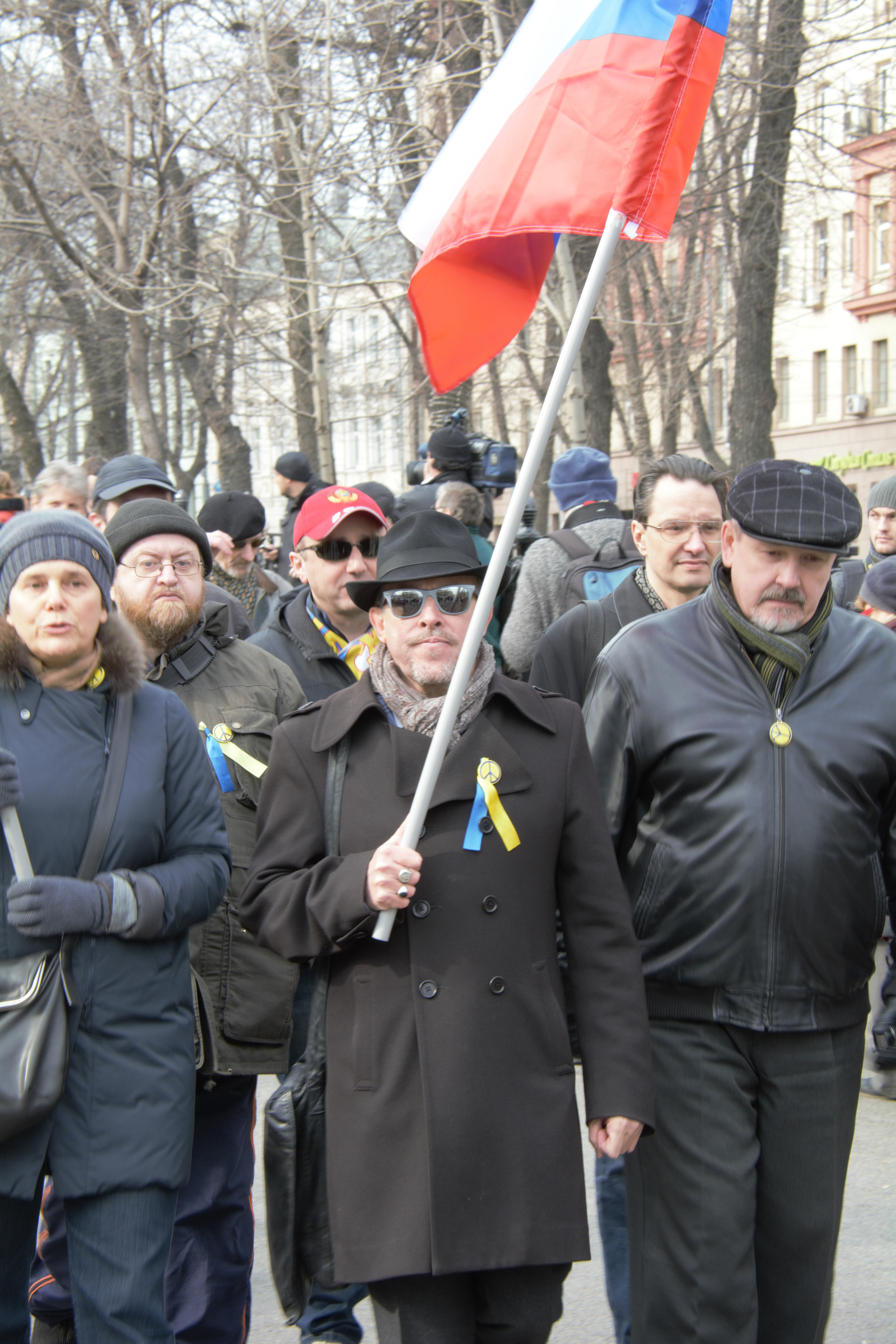
Андрій Макаревич на антивоєнному марші в Москві

Протести в Росії проти війни в Україні — громадянські акції в Росії на припинення російської агресії проти України під час російсько-української війни 2014 року. 

## Антивоєнні мітинги
2 березня в Москві, Санкт-Петербурзі, Калузі відбулись антивоєнні акції проти агресії Росії в Криму. В Москві акції взяли участь близько 800 учасників, в результаті розгону було затримано 285 учасників, більшості з яких було інкриміновано статтю «непокора законному розпорядженню співробітника поліції». Поліція заявила, що в Москві було затримано 50 з 150 протестувальників, одночасно пройшла хода на підтримку дій російської влади в Україні. Учасників цієї акції не затримували.
15 березня, напередодні «референдуму» у Криму, в Москві знов відбувся багатотисячний мітинг противників політики Путіна в Україні на чолі з оппозиціонером Борисом Нємцовим. Поліція відзвітувала про 3 000 учасників, опозиція — про 50 000.
28 серпня в Москві через соціальні мережі планувався антивоєнний мітинг, в ньому, у форматі одиночної акції, взяв участь 1 чоловік — Дмитро Монахов. Він був заарештований на 15 діб.
9 вересня в Брянську відбувся антивоєнний мітинг ветеранів війни в Афганістані.

## «Марш Миру»

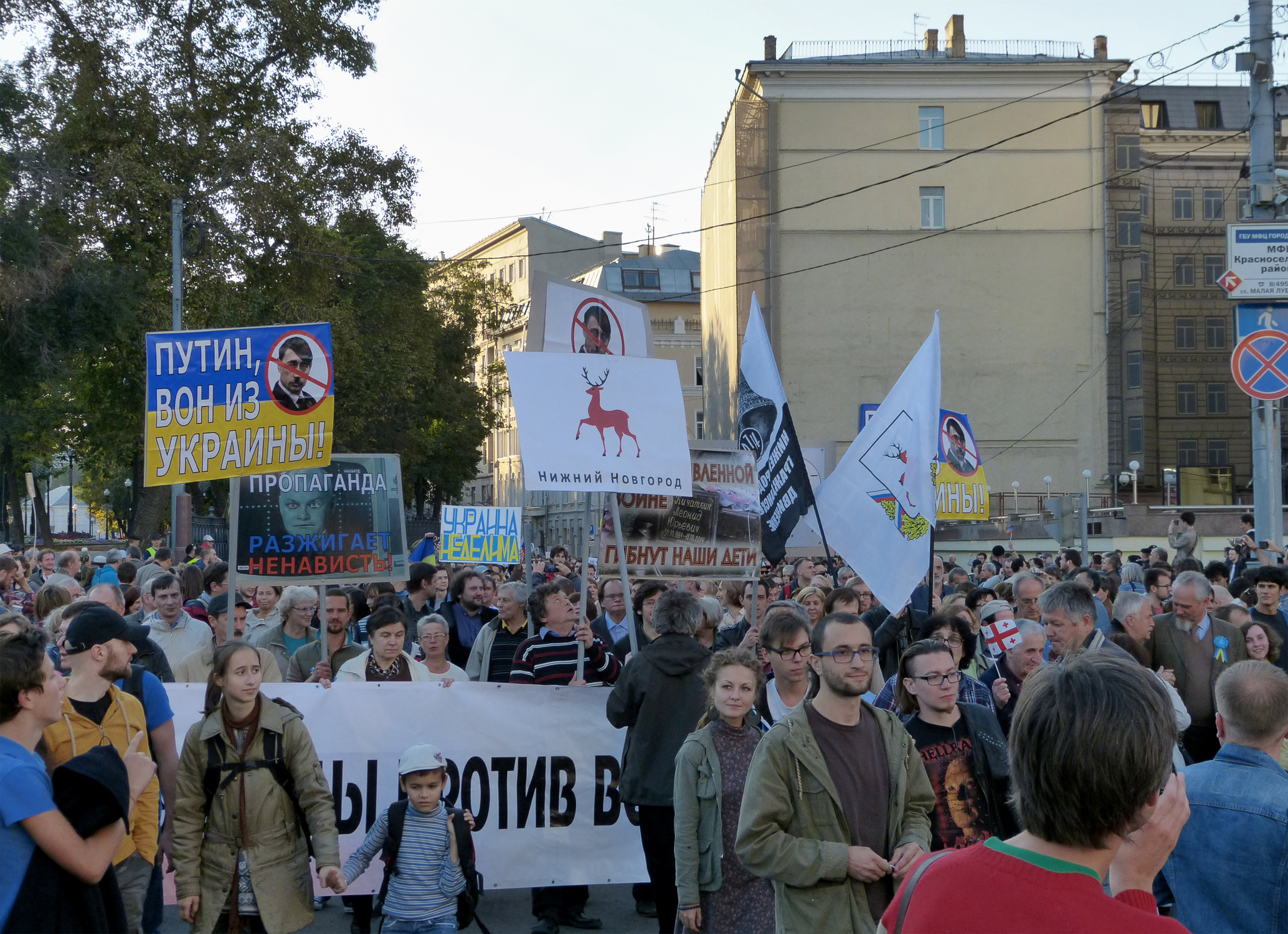
Марш Миру в Москві, 21 вересня 2014

21 вересня 2014 року, у Міжнародний день миру в Москві та ряді інших міст Росії під гаслом «Досить брехати і воювати» пройшла антивоєнна демонстрація. За даними поліції, в ній взяли участь п'ять тисяч людей, за даними організаторів — сто тисяч. В Москві в акції взяли участь відомі опозиційні політики: Борис Нємцов, Михайло Касьянов, Юрій Рижов; журналісти та громадські активісти: Дмитро Биков, Олександр Риклін. Відбулись численні сутички з прибічниками «Новоросії». Акція завершиться на перетині проспекту Сахарова з Садовим кільцем.
У Петербурзі на Невському проспекті біля Казанського собору зібралося кілька тисяч людей. Акція не була узгоджена з владою, поліція закликала людей розійтися, п'ятеро мітингувальників були затримані.
У Ростові-на-Дону на узгоджений пікет на підтримку миру і проти війни вийшло близько 30 осіб, відбулось зіткнення з численними агресивно налаштованими прихильниками режиму.
У Саратові, Новосибірську акції були нечисленними і пройшли без погодження з владою, відбулись численні затримання. Активістам протистояли прибічники режиму, які вихоплювали у пікетників антивоєнні гасла та ламали прапори. Нечисленні акції також відбулись в Барнаулі, Єкатеринбурзі, Красноярську, Томську.
Висвітлення заходів державними мас-медіа було дуже скупе, та акцентоване головним чином на кількох прихильниках терористичних організацій ДНР та ЛНР з банерами, які безрезультатно намагалися приєднатися до демонстрантів. Акцію не можна було в повній мірі назвати вільною, так як на вході співробітники поліції піддавали перевірці вміст наочної агітації і не пропускали учасників з неугодними гаслами. А в деяких містах, наприклад, у Новосибірську та Томську демонстрації взагалі були розігнані пропутінськими активістами та поліцією

## Інші акції
Окрім громадянських акцій протесту, мали місце виступи одинаків. Серед протестантів: поети Олександр Бившев та Андрій Орлов (Орлуша), музикант Юрій Шевчук[джерело?].
У червні 2015 року став відомим 17-ти річний росіянин, юнак Владислав Колесников, який виступив з осудом путінської агресії проти Україні: носив футболку з українським прапором, умикав рингтон з українським гімном у військкоматі тощо. У грудні 2015-го заподіяв собі смерть, не витримавши психологічного тиску прибічників агресії[джерело?].